# 色部照長
色部 照長（いろべ てるなが）は、江戸時代後期の米沢藩重臣で、侍組分領家の一つ色部氏当主。通称は弥三郎、典膳、修理。諱は照長。落飾後に遥山、松翠と号する。

## 経歴
色部政長（長門）の子として生まれる。宝暦11年12月14日（1762年1月8日）に奉行（他藩の国家老に相当）であった父が隠居したのを受けて家督相続。宝暦12年1月5日（1762年1月29日）に江戸家老に就任。
宝暦13年（1763年）に同じく江戸家老である竹俣当綱が江戸から米沢に下って、上杉重定の側近として権勢を振るう森利真を殺害するが、芋川正令や千坂高敦とともにこれを支持し、竹俣や色部、千坂らとともに江戸藩邸の重定の下に事後報告を行う。
藩財政窮乏に万策尽きた重定が、江戸幕府に藩土を返上することを相談するために、照長が重定の親族である尾張藩の下に派遣される。しかし、宝暦14年1月（1764年）には尾張藩より戒められる旨の返答が返される。
明和4年（1767年）に重定が隠居し、上杉治憲が家督相続すると、治憲や米沢新田藩主（支侯）上杉勝承とともに白子神社に大倹実行の誓詞を奉納する。
明和6年1月5日（1769年2月11日）に、先年の芋川正令の辞職もあって奉行に昇進するが、安永2年（1773年）に須田満主と芋川延親が主導する竹俣当綱派排除の強訴（七家騒動）に加担したために失脚し、千坂同様に石高半減、隠居・閉門処分となる。色部家家督は弟の至長が相続する。安永4年7月3日（1775年7月29日）に閉門を解かれる。